# Lorenzo Garaventa

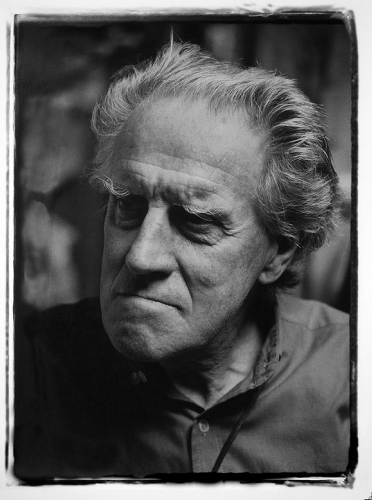
Ritratto dello scultore Lorenzo Garaventa, 1985 (opera di Alberto Terrile)

Lorenzo Garaventa (Genova, 1913 – Genova, 30 dicembre 1998) è stato uno scultore italiano, docente al liceo artistico Barabino di Genova e presso l'Accademia ligustica di belle arti.

## Biografia
Allievo di Eugenio Baroni, frequentò contemporaneamente l'Accademia ligustica di belle arti e, in seguito, l'Accademia di belle arti di Firenze (1937-1940). Tra il 1933 e il 1939 espose alle Promotrici e alle Sindacali genovesi. Il riconoscimento nazionale giunse con le partecipazioni alle biennali veneziane del 1948 e del 1950 e alla Quadriennale di Roma nel 1948 e nel 1953. Fu nuovamente presente alla Biennale di Venezia nel 1954 con una personale. Esperienze espositive internazionali ebbero luogo nel 1972: Baden, Zurigo e New York.
Nel 1992 Genova gli dedicò un'antologica presso il museo di Sant'Agostino di Genova.
Dal 1995 si organizzano gli spazi che, nel palazzo di via Ravaschieri a Chiavari, ospitano il Museo Garaventa, ossia la raccolta delle opere che lo scultore avrebbe donato alla Società Economica di Chiavari (sculture, gessi, disegni).
Gli ultimi anni furono dedicati prevalentemente a committenze da parte di privati e complessi religiosi. : in particolare si ricorda il calco della statua di Andrea Doria opera di Giovanni Angelo Montorsoli, collocato sul piedistallo originale al lato dello scalone di accesso di Palazzo Ducale (la statua originale è custodita presso il Museo di Sant'Agostino).